# Miriagon
În geometrie, un miriagon este un poligon cu 10.000 de laturi. Acest poligon nu prea se poate reprezenta dar totuși miriagonul seamănă cu un cerc.